# Kuklen
Kuklen (în bulgară Куклен) este un oraș în partea de sud a Bulgariei. Aparține de  Obștina Kuklen, Regiunea Plovdiv.

## Demografie
Componența etnică a orașului Kuklen
     Nicio identificare (8,87%)
     Bulgari (52,25%)
     Turci (29,85%)
     Romi (8,8%)
     Altele (0,2%)
La recensământul din 2011, populația orașului Kuklen era de 5.858 locuitori. Din punct de vedere etnic, majoritatea locuitorilor (52,25%) erau bulgari, existând și minorități de turci (29,85%) și romi (8,8%). Pentru 8,87% din locuitori nu este cunoscută apartenența etnică.